# Stadtbibliothek Aschaffenburg
Die Stadtbibliothek Aschaffenburg ist eine kommunale öffentliche Bibliothek in Aschaffenburg in Bayern.

## Geschichte
Im Jahr 1934 wurde die Bibliothek als städtische Volksbücherei in den Räumen gegründet, die heute vom Neuen Kunstverein e.V. genutzt werden. Nach dem Zweiten Weltkrieg wurde sie mit einem Bestand von 10.541 Büchern neu eröffnet und zog in den Jahren 1963 und 1976 zweimal um, bevor sie 1993 ihren heutigen Standort neben dem Schloss Johannisburg bezog. Im Winter 2024/25 wurde das Ausleihsystem auf RFID-Technik umgestellt, sodass die Medien bei der Ausleihe nunmehr selbst verbucht werden können.

## Organisation
Zusammen mit der Hofbibliothek Aschaffenburg, der Landeskundlichen Bibliothek für Spessart und Untermain sowie der Bibliothek der Technischen Hochschule Aschaffenburg ist die Stadtbibliothek im Aschaffenburger Bibliotheksnetz zusammengeschlossen. Angegliedert an die Stadtbibliothek ist die Musikbibliothek der städtischen Musikschule.

## Angebote
Die Stadtbibliothek Aschaffenburg verfügt auf fünf Stockwerken über rund 80.000 Medien, darunter Belletristik, Graphic Novels, Sachbücher verschiedenster Disziplinen, Filme, Hörbücher und aktuelle Zeitungen und Zeitschriften.  Darüber hinaus gibt es eine umfangreiche Kinder- und Jugendabteilung. Neben deutschsprachigen Werken für Kinder und Erwachsene sind auch fremdsprachige entleihbar.
Es werden Führungen für Schulen und Lernarbeitsplätze sowie Autorenlesungen, Ausstellungen oder Kamishibai-Theater angeboten.
Zudem sind im Katalog der Stadtbibliothek etwa 10.000 Notenexemplare und 900 Musikbücher der städtischen Musikschule nachgewiesen.